# Swiss Made 2069
Swiss Made 2069 (noto anche semplicemente come Swiss Made) è un cortometraggio pseudo-documentario di genere fantascientifico del 1968, diretto dai registi Fredi M. Murer e H.R. Giger.

## Trama
Nell'anno 2069 la Svizzera è un paese perfettamente organizzato, totalmente computerizzato e controllatissimo in ogni attività, dove chi rifiuta l'ordine costituito viene chiuso in riserve. Un extraterrestre di forma umanoide filma, con la cinepresa che porta sulla testa, la vita di questa società, che da tempi immemorabili è ordinata e pacifica. Tuttavia, questa va incontro ad un'inaspettata catastrofe alla quale sopravvivono solo i disadattati, che si rifugiano nel sottosuolo.

## Curiosità
- Il costume dell'extraterrestre, ideato da H. R. Giger e denominato "Humanoid", è stato realizzato in poliestere, metallo  e similpelle, con una cinepresa inegrata, ed è stato esposto, assieme ad altre opere di H.R. Giger, in una mostra al Deutsches Filmmuseum di Francoforte sul Meno dal 21 gennaio al 26 luglio 2009.[1]